# Șelviv, Bilohirea
Șelviv (în ucraineană Шельвів) este un sat în comuna Zalujjea din raionul Bilohirea, regiunea Hmelnîțkîi, Ucraina.

## Demografie
Componența lingvistică a localității Șelviv
     Ucraineană (99,48%)
     Alte limbi (0,52%)
Conform recensământului din 2001, majoritatea populației localității Șelviv era vorbitoare de ucraineană (99,48%), existând în minoritate și vorbitori de alte limbi.